# Robert O'Brien
Robert O'Brien (Lyndhurst, New Jersey, Sjedinjene Američke Države, 11. travnja 1908. – Hackensack, New Jersey, Sjedinjene Američke Države, 10. veljače 1987.) je bio američki vozač automobilističkih utrka.

## Početak utrkivanja
Vozač koji je velika misterija, toliko da se čak i njegovi jednostavni biografski detalji, poput datuma rođenja i smrti, razlikuju od izvora do izvora. Za O'Briena su iznesene mnoge teorije, uključujući špijunske i CIA veze, ali ni za jednu od tih teorija nema relevantnih izvora. Ono što se sigurno zna je, da je na utrci 12 sati Sebringa 1952., osvojio četvrto mjesto zajedno s Richardom Cicurelom u bolidu Ferrari 166MM, kao i da je bio redoviti natjecatelj u SCCA prvenstvu sportskih automobila. Smatra se da je O'Brien kasnije bio uključen u automobilsku industriju u svojoj matičnoj državi.

## Formula 1
O'Brien je nastupio na samo jednoj utrci Formule 1, na Velikoj nagradi Belgije 22. lipnja 1952. na stazi Spa-Francorchamps. Koristio je bolid Simca-Gordini 15 iz 1951. pogonjen Gordinijevim 1500 L4 1.5 motorom, odnosno bolid koji mu je posudio Johnny Claes, koji je u njemu odvozio nekoliko neprvenstvenih utrka početkom 1952. O'Brien se u Belgiji kvalificirao na posljednje 22. mjesto, s 22,6 sekundi zaostatka za Prince Birom u identičnom bolidu i čak 1 minutom i 14 sekundi za najbržim vozačem u kvalifikacijama, Albertom Ascarijem u Ferrariju. Na kišnoj utrci je prvo pretekao Tonyja Gazea u drugom krugu, a zatim Arthura Legata u četvrtom. Legat je vratio poziciju u desetom krugu i to je bilo sve od O'Briena na utrci. Cijelu utrku se vozio iza Legata, a ispred Gazea. Kako su vozači ispred njega odustajali, tako je O'Brien napredovao, te utrku završio na pretposljednjem 14. mjestu, s čak šest krugova zaostatka za pobjednikom Ascarijem.

## Rezultati

### Formula 1
| Sezona | Konstruktor   | Plasman | Bodovi |
| ------ | ------------- | ------- | ------ |
| 1952.  | Simca-Gordini | –       | 0      |

Popis rezultata u Formuli 1
| Rb. | Sezona | Datum      | Velika Nagrada | Staza             | Momčad / Sudionik | Broj | Šasija           | Motor               | Gume | Grid | Plasman |
| --- | ------ | ---------- | -------------- | ----------------- | ----------------- | ---- | ---------------- | ------------------- | ---- | ---- | ------- |
| 1.  | 1952.  | 22. lipnja | VN Belgije     | Spa-Francorchamps | Robert O'Brien    | 44   | Simca-Gordini 15 | Gordini 1500 L4 1.5 | E    | 22.  | 14.     |

### 12 sati Sebringa
| Godina | Datum      | Staza   | Momčad / Sudionik | Broj | Šasija         | Suvozač         | Klasa | Plasman (glavni) | Plasman (u klasi) |
| ------ | ---------- | ------- | ----------------- | ---- | -------------- | --------------- | ----- | ---------------- | ----------------- |
| 1952.  | 15. ožujka | Sebring | Bob O'Brien       | 57   | Ferrari 166 MM | Richard Cicurel | S2.0  | 4.               | 2.                |

## Vanjske poveznice
- Robert O'Brien - Stats F1
- Robert O'Brien - Chicane F1
- All Results of Robert O'Brien - Racing Sports Cars